# İncedere (Şiran)
İncedere, Şiran est un village de Gümüşhane en Turquie.

## Population
| 1997 | 2000 | 2007 |
| ---- | ---- | ---- |
| 262  | 314  | -    |